# Moszkvics (hajó)

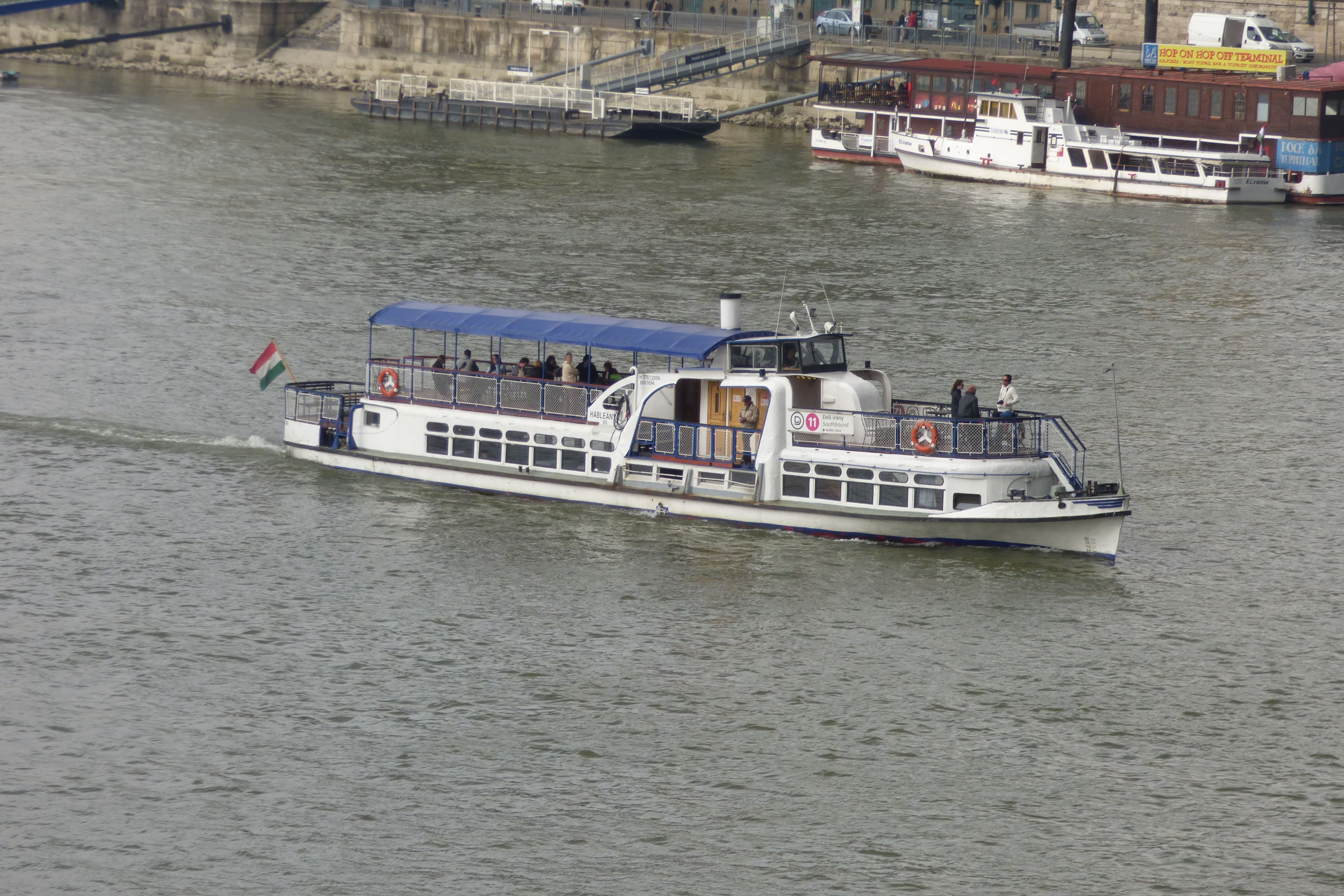
A Hableány hajó Budapesten

A Moszkvics az 515-ös és 544-es tervszámú folyami utasszállító hajók (vízibuszok) alkotta hajóosztály, melyet 1948–1965 között gyártottak nagy mennyiségben a Szovjetunióban, több hajógyárban is. Széleskörűen alkalmazták utasszállításra és kirándulóhajóként, folyókon és tavakon egyaránt. Még napjainkban is számos példánya üzemel, főként kirándulóhajóként, vagy úszó étteremként.

## Története
A hajótípust a Szovjetunió Folyamhajózási Minisztériumának Központi Műszaki Tervezőirodájában (CKTB) tervezték 1947-ben. Gyártásuk 1948-ban kezdődött el a Moszkvai Hajójavító Üzemben. Később a hajókat Herszonban, Tyumenyben, Szamuszban, Lisztvjankában és Babrujszkban is gyártották. Három évtized alatt közel ötszáz példány készült. Az egyes hajógyárakban épített példányok között kisebb eltérések vannak. Például a Babrujszkban készített hajókat párnázott ülésekkel látták el, vagy az egyes példányokba különböző típusú motorokat építettek. Leningrádban módosított változatát gyártották, amely alacsonyabb felépítménnyel készült a Néva alacsonyabb hídjai miatt.
A hajóknak általában nem volt külön nevük, egy M betűből és egy sorozatszámból álló azonosító jelzést viseltek. Később több hajó, főként a Szovjetunió 1991-es feloszlása után magánkézbe került hajók külön nevet kaptak.
Magyarországon egy példánya üzemelt. A Hableány 1992-ben került Magyarországra, ami a Dunán üzemelt városnéző-, és kirándulóhajóként.

## Balesetek
- 1968. október 6-án Csebokszáriban az M–176 a Volgán egy hűtőhajóval ütközött és elsüllyedt. A balesetnek 51 halálos áldozata volt, 10 ember megsérült.[3]
- 2019. május 29-én Budapesten a Dunán az 544-es típusú Hableány kirándulóhajó a Viking Sigyn szállodahajóval ütközött, majd néhány másodperc alatt elsüllyedt. Hét embert sikerült kimenteni, a balesetben legalább 27 fő meghalt, 1 fő eltűnt.[4]